# Antero Luiz Martins Cunha
Antero Luiz Martins Cunha é jornalista carioca ganhador de dois prêmios. Um de seus prêmios de jornalismo é por sua mais famosa matéria que é a do atentado do Riocentro, que está na íntegra reproduzida no livro Dez Reportagens que Abalaram a Ditadura, organizado por Fernando Molica.
Hoje, Antero Luiz segue como advogado, no Rio de Janeiro.